# Tolmerus ventriculus
Tolmerus ventriculus là một loài ruồi trong họ Asilidae. Tolmerus ventriculus được Becker miêu tả năm 1923. Loài này phân bố ở vùng Cổ Bắc giới.